# Riders on the Storm (Die Apokalyptischen Reiter)
Riders on the Storm è il sesto album del gruppo death/folk metal tedesco Die Apokalyptischen Reiter, pubblicato nel 2006.

## Tracce
1. Friede Sei Mit Dir – 2:57
2. Riders On The Storm – 3:48
3. Seemann – 2:55
4. Der Adler – 2:50
5. Revolution – 4:27
6. Wenn Ich Träume – 3:08
7. Soldaten Dieser Erde – 3:29
8. In The Land Of White Horses – 2:28
9. Liebe – 4:19
10. Schenk Mir Heut Nacht – 3:01
11. Himmelskind – 3:33
12. Feuer – 3:28
13. MMMH (Traccia bonus) – 5:00
14. Peace May Be With You (Traccia bonus) – 2:59

## Formazione
- Fuchs - voce
- Pitrone - chitarra
- Volk-Man - basso
- Sir G - batteria
- Dr. Pest - tastiere